# Rajd Tysiąca Jezior 1968
Rajd 1000 Jezior 1968 (18. Jyväskylän Suurajot - Rally of the 1000 Lakes) – 18. edycja rajdu samochodowego Rajdu 1000 Jezior rozgrywanego w Finlandii. Rozgrywany był od 16 do 18 sierpnia 1968 roku. Była to szósta runda Rajdowych Mistrzostw Europy w roku 1968.

## Klasyfikacja rajdu
| Miejsce                      | Kierowca                     | Pilot                        | Samochód                     | Czas                         | Strata                       |                              |
| Klasyfikacja generalna i ERC | Klasyfikacja generalna i ERC | Klasyfikacja generalna i ERC | Klasyfikacja generalna i ERC | Klasyfikacja generalna i ERC | Klasyfikacja generalna i ERC | Klasyfikacja generalna i ERC |
| ---------------------------- | ---------------------------- | ---------------------------- | ---------------------------- | ---------------------------- | ---------------------------- | ---------------------------- |
| 1.                           | Hannu Mikkola                | Anssi Järvi                  | Ford Escort Twin Cam         | 2:58:29                      | 0.0                          |                              |
| 2.                           | Simo Lampinen                | Klaus Sohlberg               | Saab V4                      | 3:01:59                      | +3:30                        |                              |
| 3.                           | Bengt Söderström             | Gunnar Palm                  | Ford Escort Twin Cam         | 3:02:27                      | +3:58                        |                              |
| 4.                           | Atso Aho                     | Antti Kytölä                 | Morris Cooper S              | 3:04:53                      | +6:24                        |                              |
| 5.                           | Pertti Kärhä                 | Heimo Poutala                | Isuzu 1600 GT                | 3:08:10                      | +9:41                        |                              |
| 6.                           | Eero Soutulahti              | Aimo Wirtanen                | Volvo 122                    | 3:10:41                      | +12:12                       |                              |
| 7.                           | Jari Vilkas                  | Seppo Soini                  | Saab V4                      | 3:10:46                      | +12:17                       |                              |
| 8.                           | Hannu Kulovesi               | Timo Alanen                  | Volkswagen 1600 L            | 3:11:03                      | +12:34                       |                              |
| 9.                           | Heikki Majander              | Mauri Jokela                 | Volvo 122                    | 3:13:38                      | +15:09                       |                              |
| 10.                          | Seppo Utriainen              | Juhani Jokinen               | Volvo 122                    | 3:15:08                      | +16:39                       |                              |